# Beaufort, Malaysia
Huyện Beaufort là một huyện thuộc bang Sabah của Malaysia. Huyện Beaufort có dân số thời điểm năm 2010 ước tính khoảng 68318 người.